# Blastus auriculatus
Blastus auriculatus är en tvåhjärtbladig växtart som beskrevs av Y.C.Huang och Chieh Chen. Blastus auriculatus ingår i släktet Blastus och familjen Melastomataceae. Inga underarter finns listade i Catalogue of Life.